# Anno Domini High Definition
Anno Domini High Definition – czwarty album studyjny polskiej grupy muzycznej Riverside. Wydawnictwo ukazało się 7 lipca 2009 roku nakładem Mystic Production w pozostałych krajach płyta ukazała się 28 lipca 2009 nakładem InsideOut Music. Materiał został zarejestrowany w olsztyńskim Studio X we współpracy z producentem muzycznym Szymonem Czechem. 
Płyta ukazała się w dwóch wersjach - podstawowej i rozszerzonej, z dodatkową płytą DVD, na której znalazły się utwory z koncertu w klubie „Paradiso” w Amsterdamie, nagrane podczas trasy „Reality Dream Tour” w grudniu 2008 roku. Nagrania dotarły do 1. miejsca zestawienia OLiS. 16 marca 2011 roku album uzyskał status złotej  płyty sprzedając się w nakładzie 15 000 egzemplarzy w Polsce. Natomiast pochodząca z albumu piosenka „Egoist Hedonist” dotarła do 31. miejsca Listy Przebojów Programu Trzeciego Polskiego Radia.

## Lista utworów
Opracowano na podstawie materiału źródłowego.
| Nr | Tytuł utworu            | Słowa | Muzyka                               | Długość |
| -- | ----------------------- | ----- | ------------------------------------ | ------- |
| 1. | „Hyperactive”           | Duda  | Duda, Grudziński, Łapaj, Kozieradzki | 05:46   |
| 2. | „Driven to Destruction” | Duda  | Duda, Grudziński, Łapaj, Kozieradzki | 07:06   |
| 3. | „Egoist Hedonist”       | Duda  | Duda, Grudziński, Łapaj, Kozieradzki | 08:57   |
| 4. | „Left Out”              | Duda  | Duda, Grudziński, Łapaj, Kozieradzki | 10:59   |
| 5. | „Hybrid Times”          | Duda  | Duda, Grudziński, Łapaj, Kozieradzki | 11:54   |
|    |                         |       |                                      | 44:42   |

| Bonus DVD Live in Amsterdam | Bonus DVD Live in Amsterdam | Bonus DVD Live in Amsterdam | Bonus DVD Live in Amsterdam          | Bonus DVD Live in Amsterdam |
| Nr                          | Tytuł utworu                | Słowa                       | Muzyka                               | Długość                     |
| --------------------------- | --------------------------- | --------------------------- | ------------------------------------ | --------------------------- |
| 1.                          | „Volte-Face”                | Duda                        | Duda, Grudziński, Łapaj, Kozieradzki |                             |
| 2.                          | „I Turned You Down”         | Duda                        | Duda, Grudziński, Łapaj, Kozieradzki |                             |
| 3.                          | „Reality Dream III”         | Duda                        | Duda, Grudziński, Łapaj, Kozieradzki |                             |
| 4.                          | „Beyond the Eyelids”        | Duda                        | Duda, Grudziński, Łapaj, Kozieradzki |                             |
| 5.                          | „Conceiving You”            | Duda                        | Duda, Grudziński, Łapaj, Kozieradzki |                             |
| 6.                          | „Ultimate Trip (excerpt)”   | Duda                        | Duda, Grudziński, Łapaj, Kozieradzki |                             |
| 7.                          | „02 Panic Room”             | Duda                        | Duda, Grudziński, Łapaj, Kozieradzki |                             |

## Twórcy
Opracowano na podstawie materiału źródłowego.
| Zespół Riverside w składzie - Mariusz Duda – śpiew, gitara basowa, gitara akustyczna - Piotr Grudziński – gitara prowadząca - Michał Łapaj – instrumenty klawiszowe, theremin - Piotr Kozieradzki – perkusja Dodatkowi muzycy - Rafał Gańko – trąbka (utwór „Egoist Hedonist”) - Karol Gołowacz – saksofon (utwór „Egoist Hedonist”) - Adam Kłosiński – puzon (utwór „Egoist Hedonist”) |  | Inni - Szymon Czech – produkcja, inżynieria dźwięku, realizacja, miksowanie - Grzegorz Piwkowski – mastering - Daniel Schindler – mastering wideo - Travis Smith – okładka, oprawa graficzna - Wojtek Kutyla – zdjęcia |

## Pozycje na listach
| Lista                                 | Kraj              | Pozycja | Certyfikat        |
| ------------------------------------- | ----------------- | ------- | ----------------- |
| OLiS                                  | Polska            | 1       | ZPAV: złota płyta |
| MegaCharts                            | Holandia          | 58      | —                 |
| Media Control Charts                  | Niemcy            | 94      | —                 |
| Billboard Top Heatseekers (Northeast) | Stany Zjednoczone | 10      | —                 |

## Wydania
| Rok  | Nr katalogowy            | Format                  | Wydawca                    | Region | Źródło |
| ---- | ------------------------ | ----------------------- | -------------------------- | ------ | ------ |
| 2009 | MYSTCD 096               | CD, Album + DVD-V       | Mystic Production          | Polska | [ 14 ] |
| 2009 | IOMCD 313, 710002CD      | CD, Album               | Inside Out Music, SPV GmbH | Europa | [ 14 ] |
| 2009 | IOMSECD 313              | CD, Album + DVD-V, NTSC | Inside Out Music           | Europa | [ 14 ] |
| 2009 | IOMCD 313, 80001362 PRCD | CD, Album, Promo        | Inside Out Music, SPV GmbH | Europa | [ 14 ] |
| 2009 | MYSTCD 081               | CD, Album, Sli          | Mystic Production          | Polska | [ 14 ] |
| 2009 | 0504174                  | Vinyl, RED              | CMD                        | Polska | [ 14 ] |
| 2011 | 0504381                  | LP                      | Inside Out Music           | Niemcy | [ 14 ] |
| 2011 | 0504383                  | LP, Vio                 | Inside Out Music           | Niemcy | [ 14 ] |